# Лесце
Лесце (словен. Lesce) — поселення в общині Радовлиця, Горенський регіон, Словенія. Висота над рівнем моря: 494 м.